# Râul Hotar, Olt
Râul Hotar este afluent al râul Oltului.  

## Hărți
- Harta Munții Făgăraș  Arhivat în 8 septembrie 2013, la Wayback Machine.
- Harta Județului Brașov